# تفجير هارودز 1993
وقع تفجير هارودز في 28 يناير 1993 عندما انفجرت قنبلة بالقرب من متجر هارودز في لندن، إنجلترا. في الساعة 9:14، تم إصدار تحذيرين هاتفيين، قائلين إنه تم زرع قنبلتين: واحدة في الخارج والأخرى داخل هارودز. كان من المقرر افتتاح المتجر في الساعة 10:00. وطوقت الشرطة المنطقة وبدأت البحث. لكن بعض المارة تجاهلوا الطوق الذي تفرضه الشرطة. في حوالي الساعة 9:40، انفجرت عبوة تحتوي على رطل واحد من مادة سيمتكس في صندوق قمامة في مقدمة المتجر. أصابت أربعة أشخاص وألحقت أضرارًا بواجهة المتجر. قدرت تكلفة الضرر والمبيعات المفقودة بمليون جنيه إسترليني. كان هارودز مستهدفًا سابقًا في عامي 1974 و 1983، لكن قنبلة عام 1993 كانت أصغر بكثير من قنبلة عام 1983.

## الجناة
كان المسؤولون عن ذلك نشطاء قوميين إنجليزيين أيرلنديين مرتبطين بالجيش الجمهوري الأيرلندي: جان تايلور، عريف سابق يبلغ من العمر 51 عامًا خدم في فيلق الإشارات الملكية للجيش البريطاني، وباتريك هايز، وهو مبرمج كمبيوتر يبلغ من العمر 41 عامًا من أصل أيرلندي حاصل على شهادة في الدراسات التجارية من كلية الفنون التطبيقية في وسط لندن وعضو في ريد أكشن.
في مارس 1993، ألقت الشرطة القبض عليهم في منزل هايز في ستوك نيوينجتون، لندن. تلقى كل منهم أحكامًا بالسجن لمدة 30 عامًا بتهمة تفجير هارودز في يناير، وعلى هجوم ثان على قطار بعد شهر مما تسبب في أضرار جسيمة ولكن لم تقع إصابات. كما أدين هايز بالتآمر لإحداث ثلاثة انفجارات إضافية في عام 1992. لم يكن لأي من الرجلين أي صلات واضحة بأيرلندا بخلاف «دعمهما الثابت للجيش الجمهوري الإيرلندي». تم إطلاق سراحهما في عام 1999 بموجب اتفاقية الجمعة العظيمة.[بحاجة لمصدر]